# Автошлях Т 2403
Автошля́х Т 2403 — територіальний автомобільний шлях у Черкаській та Київській областях. Проходить територією Уманського, Звенигородського та Черкаського районів Черкаської області та невелика ділянка територією Білоцерківського району Київської області через Орадівку — Христинівку — Монастирище — Жашків — Лисянку — Стеблів — Корсунь-Шевченківський — Мошни. Загальна довжина — 178,1 км.

## Галерея

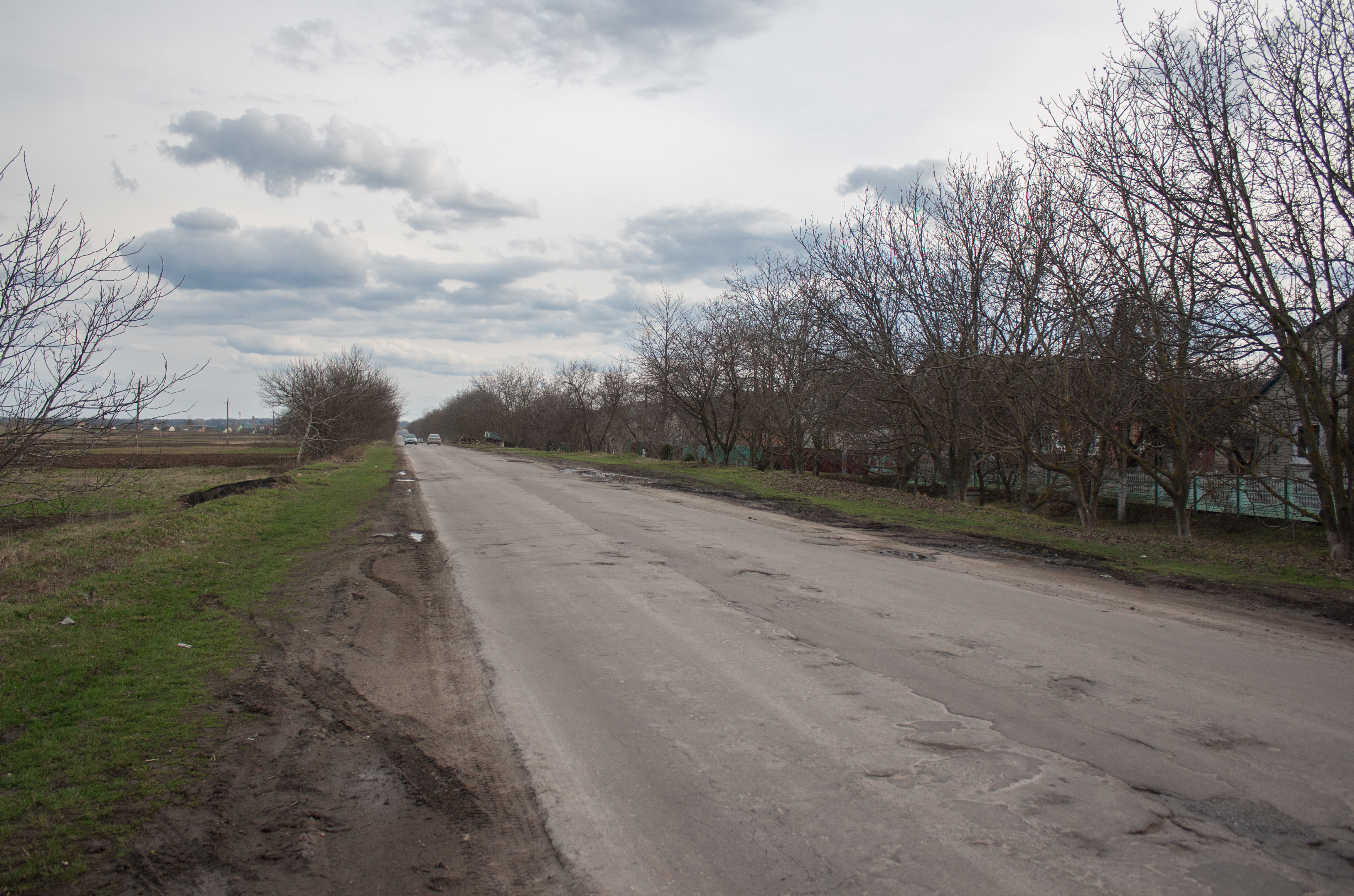
Автошлях в селі Летичівка
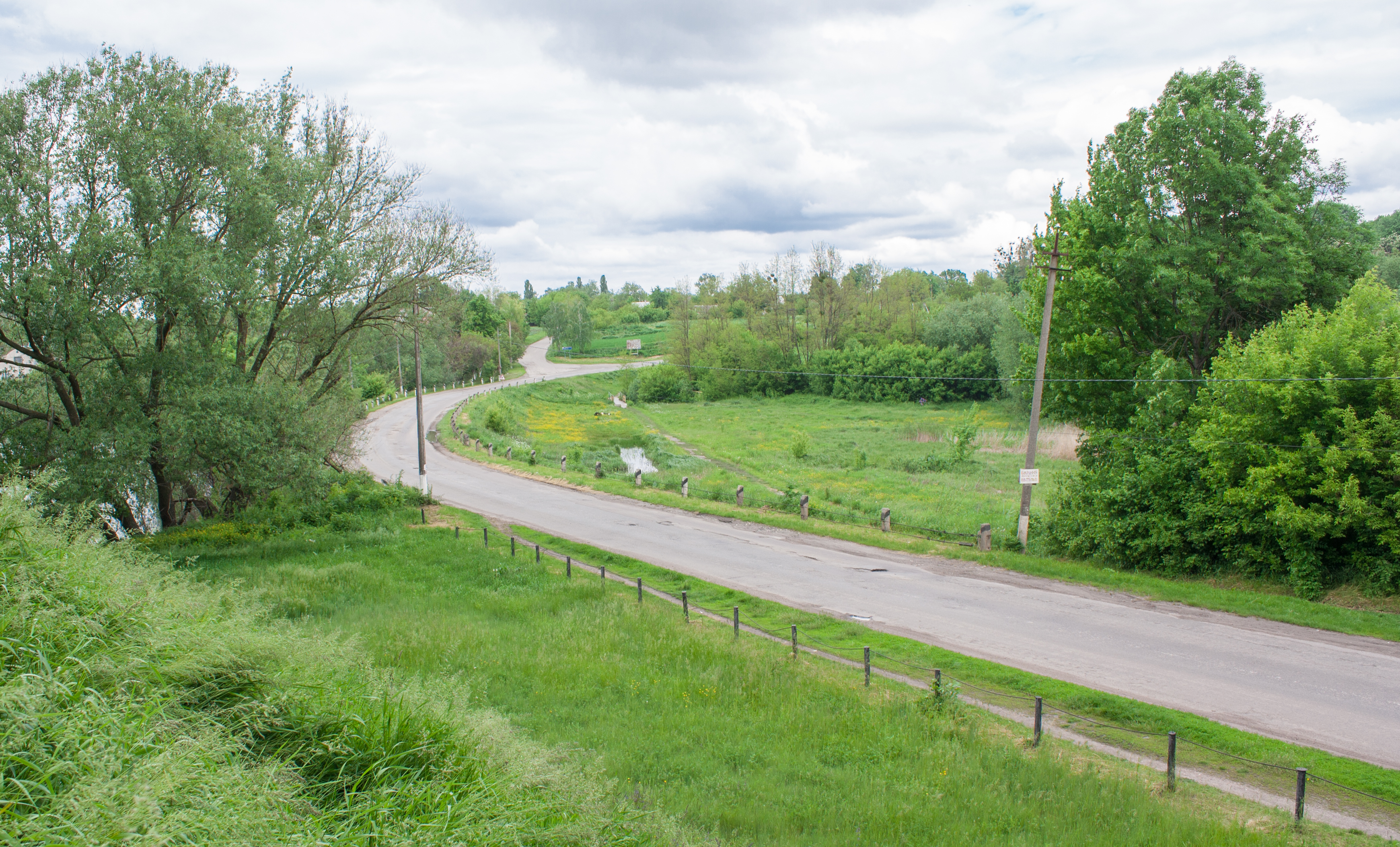
Автошлях в смт Цибулів
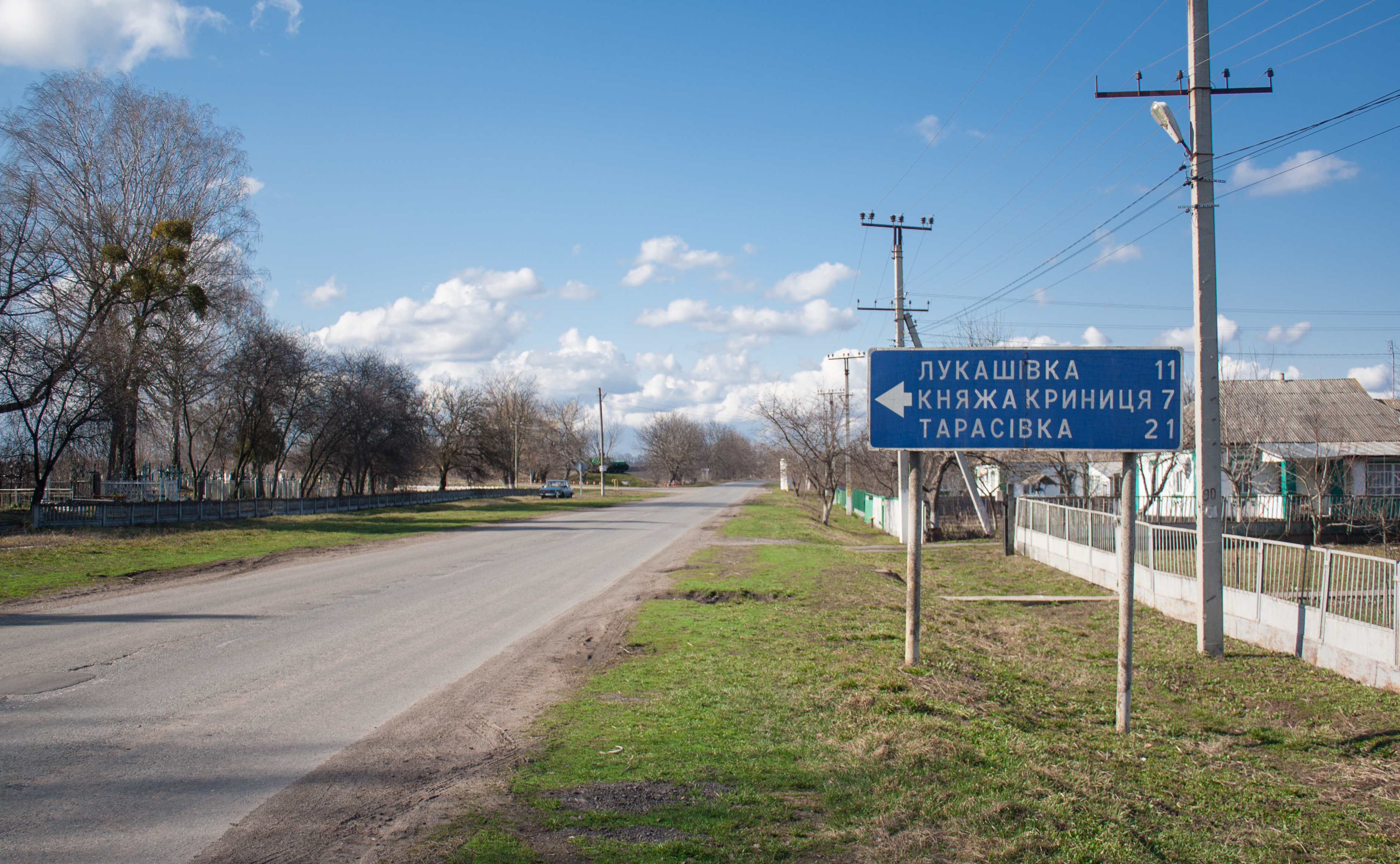
Автошлях в селі Івахни
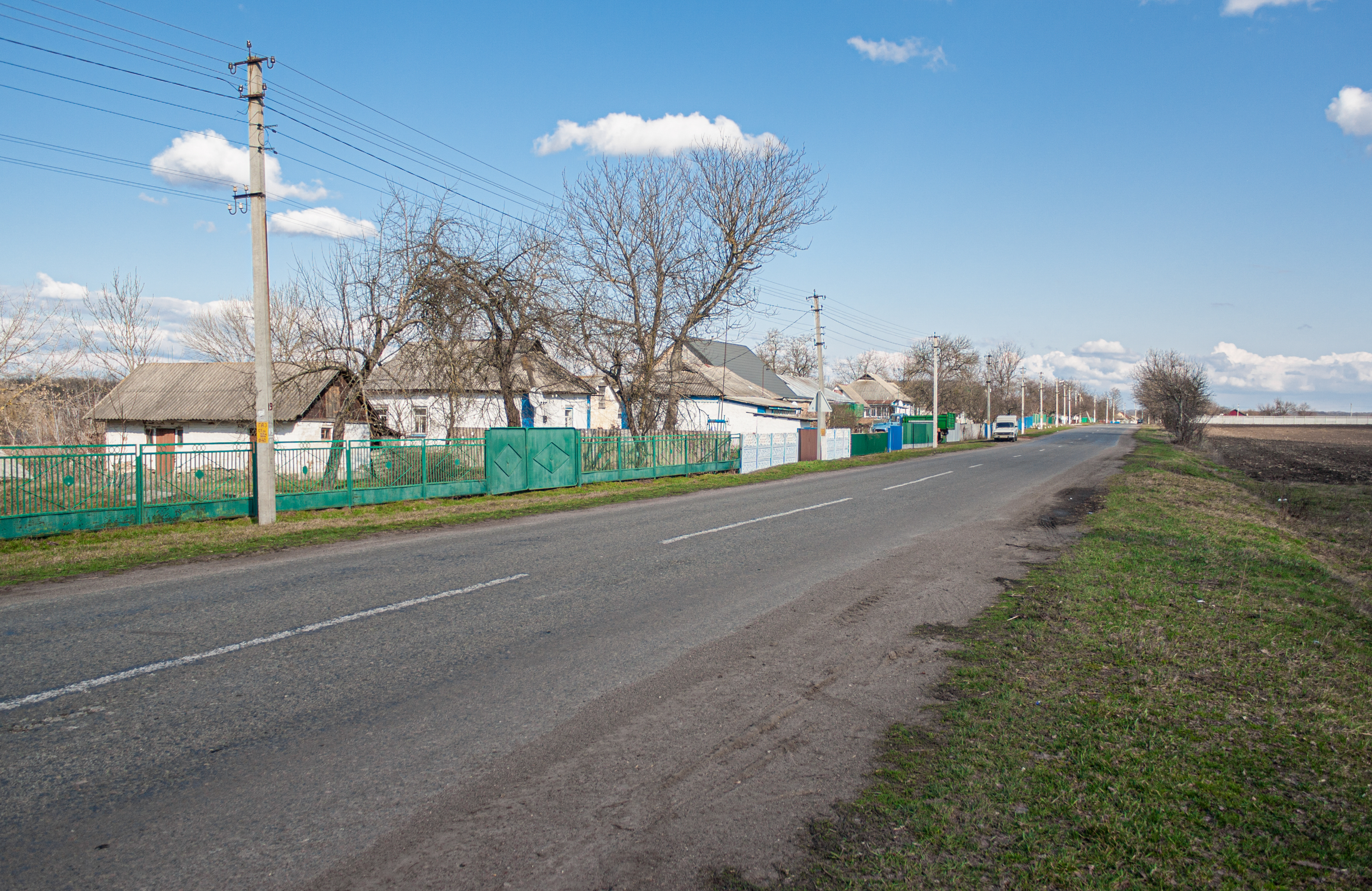
Автошлях в селі Долинка
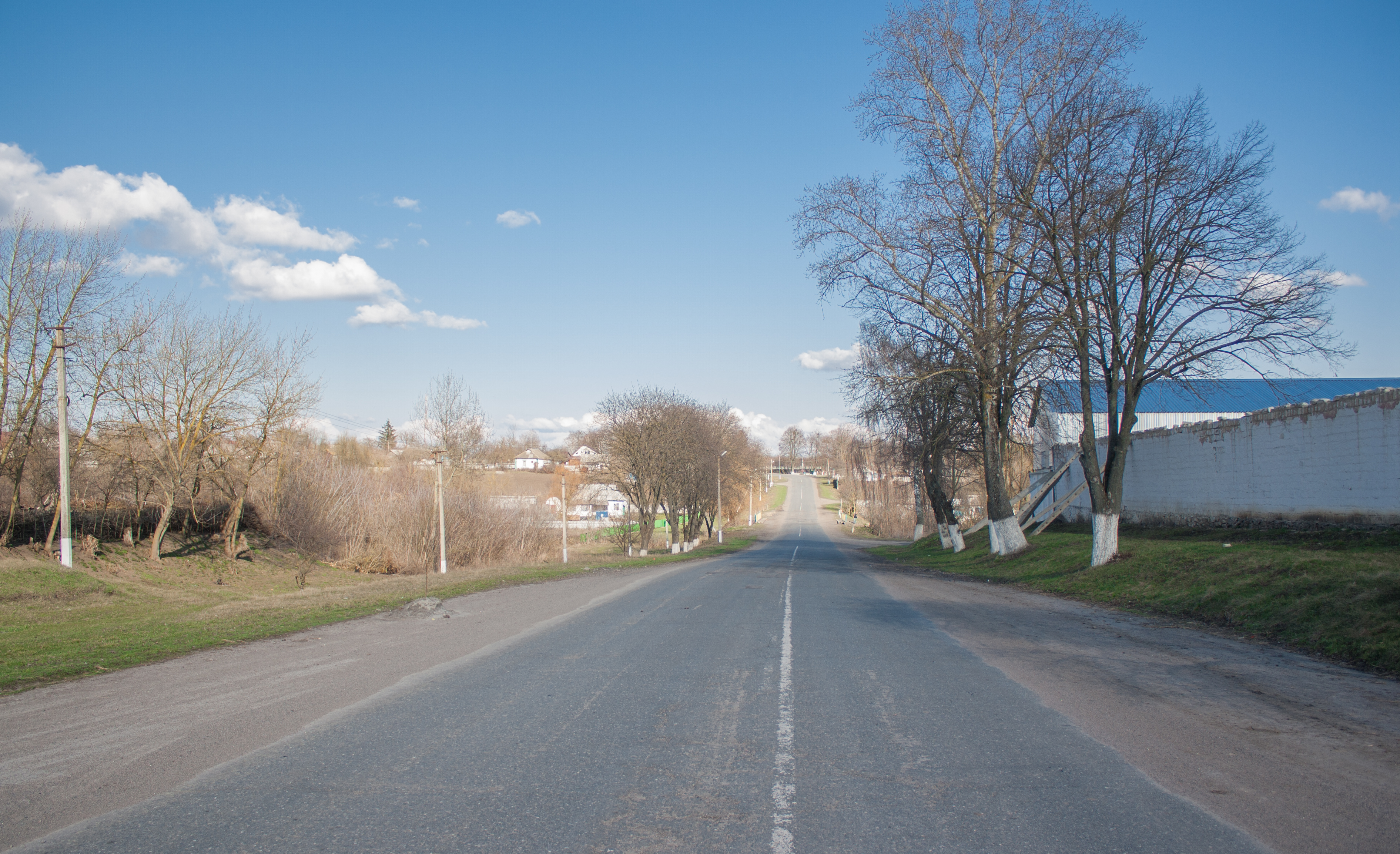
Автошлях в селі Шуляки
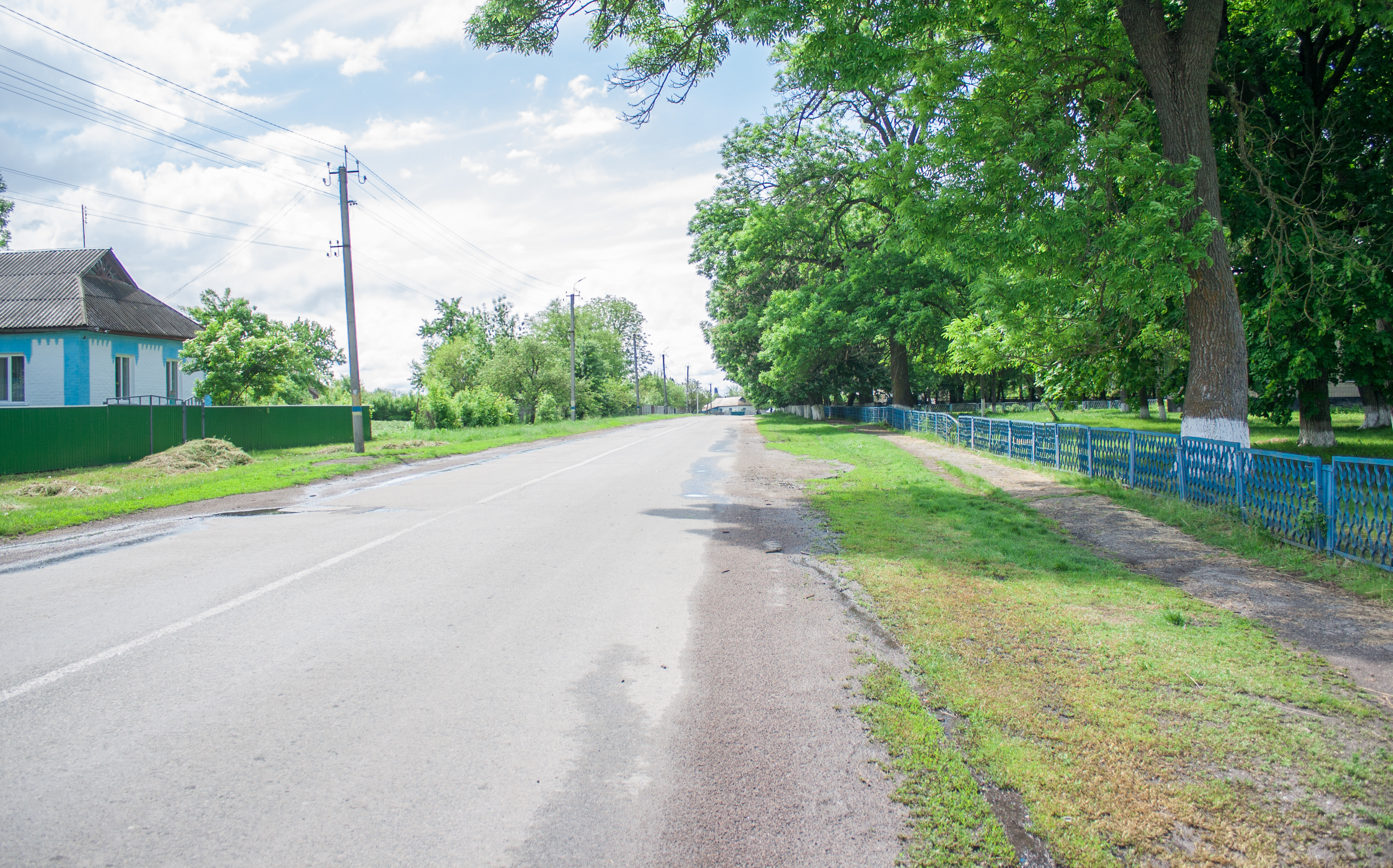
Автошлях в селі Пугачівка
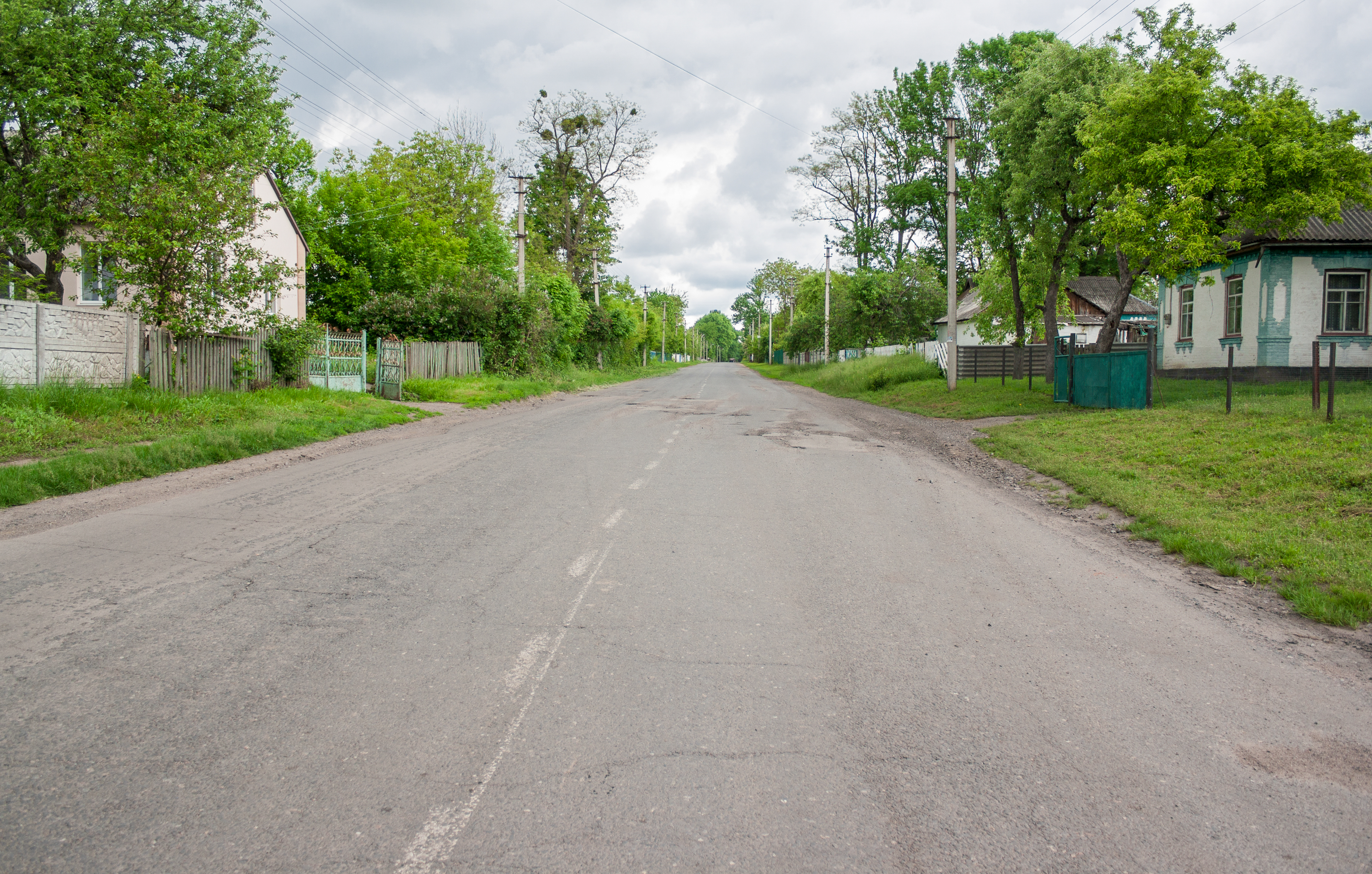
Автошлях в селі Житники
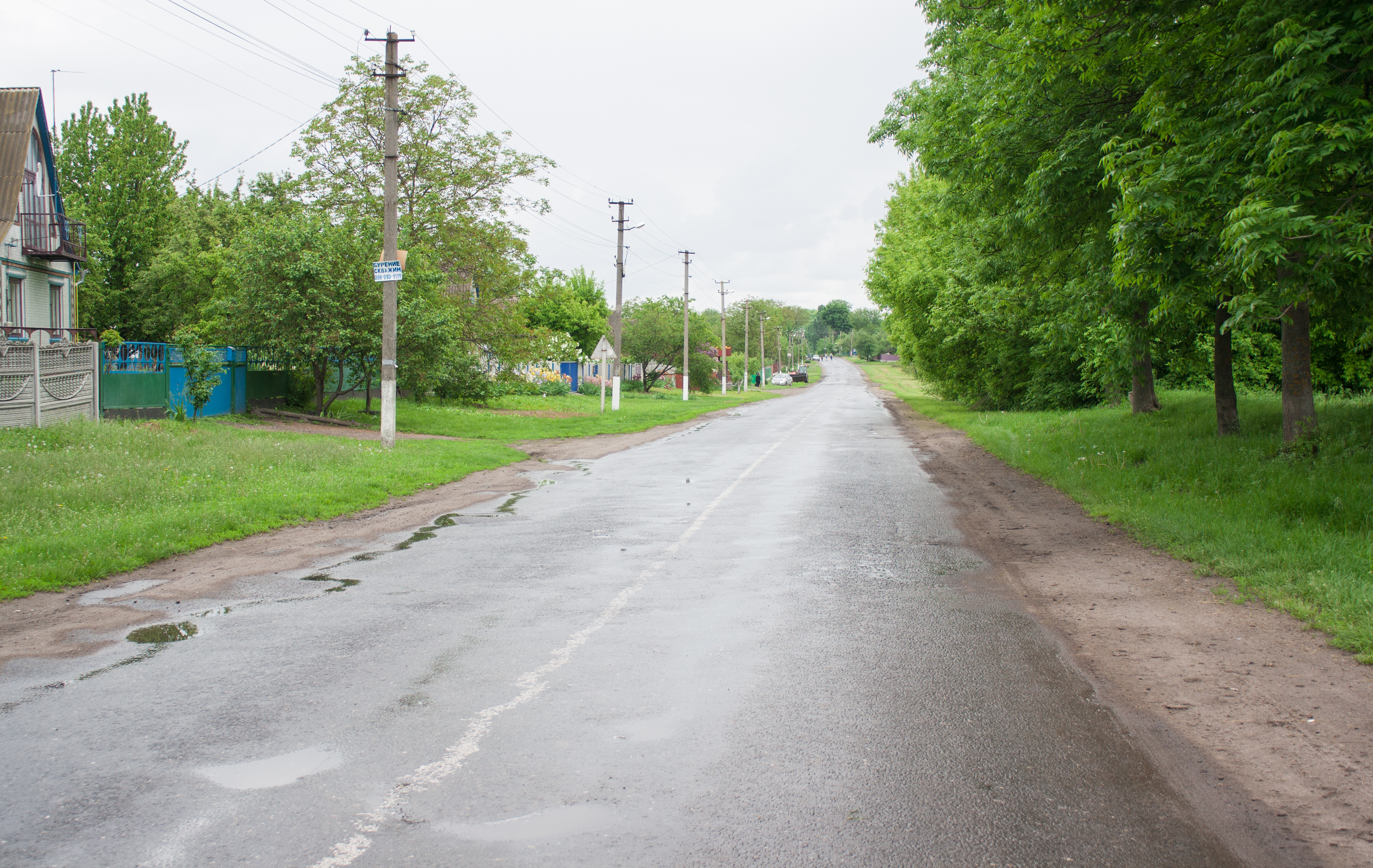
Автошлях в селі Литвинівка

## Маршрут
Автошлях проходить через такі населені пункти:
| Автошлях Т 2403        |              |
| Черкаська область      |              |
| Уманський район        |              |
| Орадівка               | М12          |
| Христинівка            |              |
| Монастирище            |              |
| Летичівка              |              |
| Цибулів                |              |
| Івахни                 |              |
| Долинка                |              |
| Шуляки                 |              |
| Пугачівка              |              |
| Житники                |              |
| Литвинівка             |              |
| Жашків                 | E95М05Т 2405 |
| Тетерівка              |              |
| Баштечки               |              |
| Київська область       |              |
| Білоцерківський район  |              |
| Черкаська область      |              |
| Уманський район        |              |
| Тинівка                |              |
| Павлівка               |              |
| Звенигородський район  |              |
| Виноград               |              |
| Босівка                |              |
| Бужанка                |              |
| Лисянка                | Р04Р64       |
| Почапинці              |              |
| Комарівка              |              |
| Шендерівка             |              |
| Стеблів                |              |
| Яблунівка              |              |
| Черкаський район       |              |
| Корсунь-Шевченківський | Н01          |
| Гарбузин               |              |
| Набутів                |              |
| Драбівка               |              |
| Яснозір'я              |              |
| Байбузи                |              |
| Мошни                  | Р10          |